# سیارک ۸۹۶۵
سیارک ۸۹۶۵ (به انگلیسی: 8965 Citrinella، نامگذاری:9511P-L) هشت هزار و نهصد و شصت و پنجمین سیارک کشف شده‌است که در ۱۷ اکتبر ۱۹۶۰ کشف شد.
قدر مطلق سیارک برابر ۱۳٫۳۰ است.